# Machilus chekiangensis
Machilus chekiangensis är en lagerväxtart som beskrevs av Shu Kang Lee. Machilus chekiangensis ingår i släktet Machilus och familjen lagerväxter. Inga underarter finns listade i Catalogue of Life.